# SoftBank 912T
SoftBank 912T（ソフトバンク きゅういちにティー）は東芝が開発しソフトバンクモバイルが販売するW-CDMA通信方式の携帯電話端末。2007年8月11日に発売された。

## 主な機能・サービス
- タッチスイッチ
- ミュージックプレイヤー（Bluetoothによるワイヤレス視聴対応。）
- Bluetooth（SCMS-Tに対応したA2DPをサポート）
- 画面デコ
- フォトdeショー
- マイ絵文字
- フィーリングメール
- 赤外線機能（IrDA対応、IrSimpleは未対応）
- QRコード読み取り・作成
- バイリンガル
- 3D待受キャラクター「くーまん」、「くーまんの部屋」
- 今すぐ読メール

| 主な対応サービス   | 主な対応サービス | 主な対応サービス | 主な対応サービス |
| ------------------ | ---------------- | ---------------- | ---------------- |
| サークルトーク     | ホットステータス | Yahoo!mocoa      | S!ループ         |
| S!タウン           | ライブモニター   | S!CAST           | S!FeliCa         |
| S!ケータイ動画     | PCサイトブラウザ | 電子コミック     | S!アプリ         |
| 着うたフル／着うた | アレンジメール   | S!アドレスブック | 3Gお天気アイコン |
| レコメール         | TVコール         | 国際ローミング   | S!GPSナビ        |
| デルモジ表示       | ワンセグ         | 3G ハイスピード  | おなじみ操作     |

2014年3月8日以降、モバイルSuicaは非対応。

## ワンセグ
- 連続視聴時間：約3時間25分

## 特徴
SoftBank 911Tの折りたたみバージョンといった感じである。
ステンレスボディでメインディスプレイは911Tより若干小さい。
液晶画面横には「タッチスイッチ」がついており、閉じたままワンセグのチャンネルを変えることが可能である。